# 天津国际金融中心

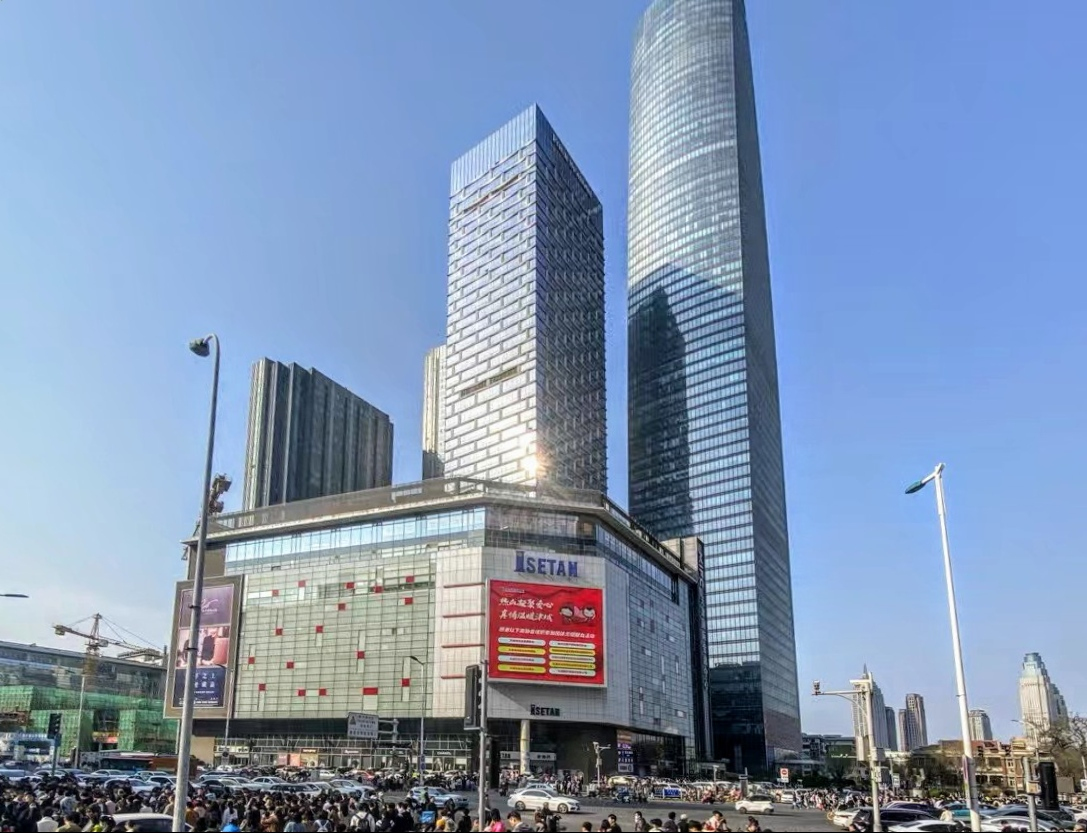
天津国际金融中心与四季酒店、伊势丹商场

天津国际金融中心（英語：Tianjin International Financial Center），也称天津现代城（英語：Tianjin Modern City），是一座位于天津市南京路-滨江道商圈的摩天大楼，高达339.6米，共有88层，为目前天津市区最高的建筑物。

## 历史

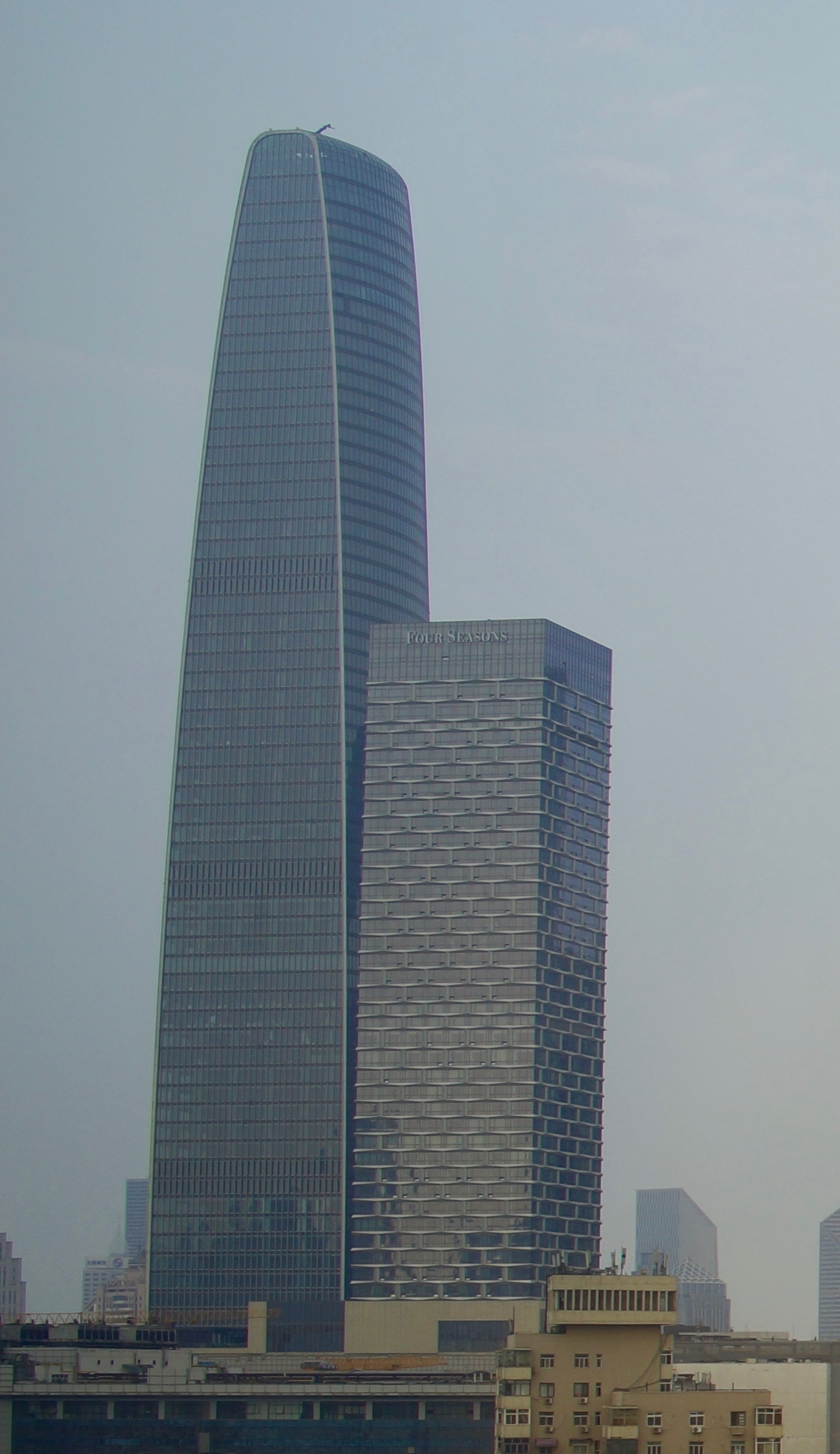
2017年的天津国际金融中心与四季酒店

自2011年开始建设，于2015年1月封顶，並於2017年正式完工投入使用。 这座大厦在205米以上设置五星级酒店和高级公寓。

## 城市综合体
天津国际金融中心是天津市和平区的一处城市综合体，包括天津国际金融中心写字楼、四季酒店、天津伊势丹百货等。